# Zakkestan
Zakkestan is een fictief land uit de stripreeks Agent 327, bedacht door Martin Lodewijk. Vroeger was Zakkestan een Sovjet-Republiek. Waar nu in diverse republieken van de voormalige Sovjet-Unie de maffia vaste voet heeft gekregen, is Zakkestan de maffiastaat bij uitstek geworden. De maffia controleert er de president, en middels de verbindingsdienst Number one ook het leger. De handel in drugs is een bekende zaak voor deze maffia. Ook heeft hij zich diep geworteld in Antwerpen om goudhandels over te nemen, en zijn er diverse bordelen hun eigendom. Daartussen fungeren vaak genoeg spionnen zoals Wendy Promiskuva. Zakkestan heeft tevens een honger naar wereldmacht, en aasde dan ook rond het jaar 2000 op prototypes van de Neutrale Bom.